# جيمي تومسون (لاعب غولف)
جيمي تومسون (بالإنجليزية: Jimmy Thomson)‏ هو لاعب غولف أمريكي، ولد في 29 أكتوبر 1908 في نورث بيرك في المملكة المتحدة، وتوفي في 28 يونيو 1985 في ميامي في الولايات المتحدة.

## وصلات خارجية
- جيمي تومسون على موقع IMDb (الإنجليزية)
- جيمي تومسون على موقع قاعدة بيانات الفيلم (الإنجليزية)